# Georges Loustaunau-Lacau
Georges Loustaunau-Lacau, né à Pau le 17 avril 1894 et mort à Paris le 11 février 1955, est un militaire français qui s'illustra dans les combats des deux guerres mondiales et un homme politique.
À la fin des années 1930, il devient un activiste proche de l'extrême droite, mettant en place au sein des forces armées le réseau anticommuniste Corvignolles et diffusant les thèses antisémites.
Proche du maréchal Pétain, figure des vichysto-résistants, il s'engage progressivement dans la Résistance, fondant le réseau Alliance. Arrêté par la police française, remis à la Gestapo, en 1943, il est déporté au camp de concentration de Mauthausen.
Après 1945, il conduit une liste de droite et est élu dans son département natal député des Basses-Pyrénées.

## Militaire de carrière, 1912-1938
Georges Augustin Loustaunau-Lacau naît à Pau où son père, Jean, sergent-major, est en garnison. Sa mère, Marie, est institutrice libre. Ce Béarnais fait ses études secondaires au lycée de Pau. Bachelier ès-sciences, il prépare le concours d'entrée à Saint-Cyr dans un lycée bordelais, y est reçu en 1912 et fait partie de la promotion de Montmirail (1912-1914).

### Première Guerre mondiale
Lors de la mobilisation en août 1914, sous-lieutenant, il est affecté comme officier de liaison au 332e régiment d'infanterie. Promu lieutenant en juillet 1915 puis capitaine en juin 1916, il reçoit la croix de chevalier de la Légion d'honneur en juillet 1917 en tant que « commandant d'une compagnie de mitrailleuses, d'une bravoure remarquable ».
Blessé légèrement d'un éclat d'obus en février 1918, il est nommé en juin au centre d'instruction des officiers américains. Il est décoré de la croix de guerre avec palmes (trois palmes, deux étoiles). Il évoque dans ses mémoires sa mère, son père et son frère : ils sont réunis tous les quatre le soir de Noël 1917 à Troyes et tous trois sont capitaines et portent dix citations à eux trois. Son frère mourra au combat quelques semaines plus tard  . Le 22 novembre 1918, il a l'honneur de commander la première patrouille française à entrer dans Strasbourg, après 48 ans de présence allemande.

### Une brillante carrière d'officier et une affectation auprès de Philippe Pétain
Après la guerre, il sert en Allemagne, à Cologne, travaillant pour la commission du Rhin, puis il rejoint en 1922 l'École de guerre, où il est le condisciple de Charles de Gaulle. Il en sort en 1924 major de promotion. Il est affecté à Wiesbaden, en tant qu'officier de l'état-major du général Mordacq, commandant le 30e corps d'Armée et l'ancien commandant en second et directeur des études à Saint-Cyr de la promotion de Loustaunau-Lacau, puis au Maroc lors de la Guerre du Rif ; il sert au 3e bureau de l'état-major du général Naulin et côtoie Lyautey. Il sert ensuite à l'état-major général à Paris, de 1926 à 1929. Sa mission consiste à étudier l'évolution de l'infanterie allemande pour le 2e bureau. Il est ensuite affecté à la mission française auprès de l'armée grecque.
Il est promu chef de bataillon en décembre 1931, et obtient durant deux ans le commandement du 24e bataillon de chasseurs alpins. À ce poste il est promu au grade d'officier de la Légion d'honneur en 1933.
Il est affecté l'année suivante, en octobre, au cabinet du maréchal Pétain, alors ministre de la Guerre. Il le suit en mars 1935 au Conseil supérieur de la guerre, boulevard des Invalides. Il succède auprès de Pétain à de Gaulle au poste d’écrivain d’État-Major.

## L'activiste anticommuniste et antisémite, 1936-1939

### Les réseaux Corvignolles
Il est l'initiateur à la fin de 1936 d'un service de renseignement anticommuniste dans l'armée, les réseaux Corvignolles, qui ont « bien entretenu avec la Cagoule des liens et échangé des informations sans que les deux organisations secrètes ne se confondent », précise l'historien Olivier Forcade. En l'absence d'archives, toutes vraisemblablement détruites lors de la découverte du réseau Corvignolles en février 1938, les seuls renseignements précis dont on dispose sont ceux issus de ses mémoires et des dépositions de Georges Loustaunau-Lacau lui-même. Dans le procès-verbal de son audition du 6 février 1946 par le juge Robert Lévy, Loustaunau-Lacau explique : « Le but de Corvignolles était de détecter les cellules communistes qui pouvaient se former dans l'armée. Une fois cette détection faite, la cellule en question était signalée à l'autorité compétente qui la dissolvait en dispersant ses membres en différents corps. En dix-huit mois, il y a eu 150 à 200 dissolutions de ce genre. [...] [Le] travail de Corvignolles était connu du ministre de la Guerre (Daladier) [et] du général Gamelin ».
Selon Loustaunau-Lacau, son action vise aussi à « alerter l'opinion publique sur l'urgente nécessité d'une adaptation de l'armée à des tâches stratégiques et tactiques nouvelles ». C'est pourquoi il publie des articles dans la nouvelle page « Armée » du quotidien Le Figaro de novembre 1936 au début de l'année 1938, sous le pseudonyme de Jean Rivière. Ce journal aurait créé cette page spécialement à son intention,. Dans ses articles, il apparaît très réservé sur l'usage du char d'assaut et sur la guerre offensive,,,,. Dans ses mémoires publiés en 1948, il affirmera pourtant avoir été avant la guerre un partisan des chars. Il exalte l'armée et souligne par ailleurs dans ses articles la nouvelle puissance militaire de l'Allemagne nazie.
À la suite de la découverte du réseau du fait des révélations livrées par un officier de réserve nancéien, Léon Hanus,,, Loustaunau-Lacau est sanctionné sur l'ordre du ministre de la guerre Édouard Daladier ; il est placé en position de non-activité le 15 février 1938 par sa hiérarchie,.

### L'Union des droites et le PSF
Dans ses mémoires, il affirme avoir rencontré plusieurs chefs des « nationaux », dont La Rocque, chef du Parti social français (PSF), le royaliste Charles Maurras, Jacques Doriot du Parti populaire français (PPF) et Louis Marin, président de la Fédération républicaine, après avoir été chassé de l'armée, dans l'espoir de trouver une tribune pour ses idées. En fait, il tente de mettre en place une coalition des droites face au communisme et au Front populaire.
Une polémique sur le projet d'union l'oppose à La Rocque, qu'il dit détester dans ses mémoires. Ce dernier l'accuse au lendemain de la Seconde Guerre mondiale d'avoir cherché à renverser la République. Leurs versions de leurs contacts divergent, sur la date (avril 1937 selon La Rocque ou 1938 selon Loustaunau-Lacau) et sur la finalité du projet d'union des droites ; leur divergence porte également sur la légalité ou l'illégalité du plan de Loustaunau-Lacau. Au juge Lévy, ce dernier déclare après la guerre : « J'ai eu une seule conversation avec La Rocque en juin ou juillet 1938. Je lui ai proposé de regrouper les partis nationaux sur le plan politique, mais sans sortir de la légalité ». La Rocque prétend dans ses carnets de captivité écrits sous l'Occupation, et après guerre, que Loustaunau-Lacau, alors en service actif auprès de Pétain, l'a rencontré avec le capitaine Bonhomme (officier d'ordonnance de Pétain, membre de Corvignolles selon Loustaunau-Lacau) pour lui proposer de mettre le PSF au service d'une prise de pouvoir des nationaux unis et dirigés par un chef militaire. Il reste de ces tractations un document nommant les chefs éventuels d'un comité exécutif imaginé par Loustaunau-Lacau. Il serait formé de La Rocque, Marin, Doriot, un représentant de l'Action française (désigné par Maurras), Henry Lémery et Pierre Mathé. Un chef unique n'est pas prévu, car ce n'est pas souhaitable selon Loustaunau-Lacau, dans la mesure où cela renforcerait le Front populaire et parce qu'un tel chef n'existe pas. Seul un chef militaire pourrait s'imposer : Pétain, le maréchal Franchet d'Espèrey - ces deux maréchaux doivent être tenus en réserve selon le texte - ou le général Maxime Weygand, qui refuse de prendre la tête d'une coalition. Franchet d'Espèrey, qui par ailleurs finance les activités clandestines de Loustaunau-Lacau, pourrait être l'arbitre en cas de conflits entre les chefs des droites. Les noms cités n'impliquent pas qu'ils aient été au courant de ce plan ou/et qu'ils aient donné leur accord,.

### Des revues anti-communistes et anti-allemandes
Avec, selon ses mémoires, le reliquat de l'argent versé par le maréchal Franchet d'Espèrey et après avoir constaté que ses contacts avec les directeurs de journaux et avec les chefs nationaux ne mènent nulle part, il fonde fin 1937 deux revues mensuelles, « Barrage, spécialisée dans la lutte contre le communisme subversif et Notre prestige, spécialisée dans les problèmes de politique extérieure et plus particulièrement dans la lutte contre les menées hitlériennes ». La première apparaît en novembre 1937, sous la forme d'une revue anonyme et sous la direction d'une agence Barrage située à Neuilly. Elle entend en effet fournir une documentation prouvant les manœuvres du PCF, sans doute grâce aux informations fournies par les agents de Corvignolles. La seconde est également publiée depuis la fin de l'année 1937, par la société d'éditions Le Dôme, sous une forme plus luxueuse que la précédente, avec des articles signés. Elle n'a que mille abonnés début 1938 et fait valoir le soutien des maréchaux Pétain et Franchet d'Espèrey, du cardinal Alfred Baudrillart et de Jacques Bardoux. La signature de Jean Rivière, que Loustaunau-Lacau utilisait pour ses articles du Figaro en 1937, apparaît encore, pour des articles portant sur des questions militaires,.
Ces deux revues sont ensuite achetées en mai 1938 par une maison d'éditions appelée la Société d'études et de diffusion « La Spirale », issue de la transformation de la société d'éditions Le Dôme,. Loustaunau-Lacau en est le directeur sous le pseudonyme de Navarre,.
Un numéro de Notre Prestige alerte en effet sur le danger allemand, avec notamment un article du député très patriote Louis Marin et un autre de Navarre alias Loustaunau-Lacau. Son article dénonce à la fois le danger allemand et la menace soviétique : « L'URSS et l'Allemagne sont les seules nations dont les actes mettent en danger la paix européenne », la première par la propagande communiste, et la seconde avec son armée et ses ambitions territoriales. Devant le « danger mortel qui les menace », il espère que l'Angleterre et la France « chercheront à détruire la monstrueuse puissance d'Hitler ».

### Radicalisation progressive et dérive antisémite
Hubert Bourgin publie dans Notre prestige un article anticommuniste et antisémite dans le numéro de septembre 1938. Ce dernier collabore à une association fondée et dirigée par Loustaunau-Lacau, l'Union militaire française, déclarée en juin 1938,,. Son association, qu'il appelle aussi le « mouvement spiralien », comporte un groupe parisien (« spirale centrale ou spirale de Paris », qu'il préside), des groupes locaux (« spirales de lieu », en Algérie, en Tunisie, à Lyon, Tours, Montpellier, Béziers, Metz et Brest), des groupes spécialisés (« spirale d'objet », comme le « cercle des études objectives »). Les membres cités sont pour l'essentiel des avocats et/ou officiers (capitaines et commandants), de réserve ou en retraite. Un général en retraite (depuis 1928) préside la spirale de la région parisienne : le général de division Paul Lavigne-Delville, qui a collaboré au quotidien royaliste L'Action française, fréquente les milieux « nationaux » du Front national et est soupçonné d'avoir appartenu à la Cagoule.
La crise de septembre 1938 qui débouche sur les accords de Munich l'amène à fusionner ses revues et à faire paraître à partir de novembre 1938 L’Ordre national,. Il confie le secrétariat général du groupe de publications à Marie-Madeleine Méric, journaliste alors à Radio-Cité, et son adjointe directe pour ce qui est du renseignement et de l'activité clandestine de « La Spirale ». Loustaunau-Lacau en vient aussi à signer avec le Parti populaire français de Jacques Doriot un « pacte anticommuniste »,. Un texte publié dans Barrage, signé de Loustaunau-Lacau et de Doriot, appelle à détruire le communisme et cite à la fois l'Allemagne et l'URSS : « Si cette guerre avait eu lieu, elle aurait eu pour causes: d'une part la volonté hitlérienne d'assurer l'hégémonie allemande sur l'Europe, d'autre part la volonté de Staline de déclencher la révolution internationale soviétique à l'occasion d'un conflit européen. Pour des motifs différents, Hitler et Staline poursuivaient le même but. En France, c'est le parti communiste qui, tout en sabotant la défense nationale, a mis en œuvre les décisions de Moscou ». Alors qu'une partie de l'état-major de Doriot quitte le PPF après Munich, Loustaunau-Lacau apparaît lors de meetings de ce parti début 1939, à Paris, en province et en Algérie, pour réclamer la dissolution du Parti communiste français,,,,.
En outre, le désordre politique et social et le désordre des esprits l'amènent à préciser les objectifs et les missions de son Union militaire française dans un texte publié dans Barrage, ainsi qu'à se présenter à ses lecteurs ; il leur apprend qu'il a « de sa propre initiative monté un réseau de surveillance des casernes et de protection des troupes contre la propagande communiste ». Son association est interdite aux francs-maçons et aux Juifs. Un antisémitisme apparaît en effet dans son texte, pour la première fois, couplé à une xénophobie certaine. L'antisémitisme est plus virulent dans les colonnes de L'Ordre national, avec des articles d'Hubert Bourgin et de Loustaunau-Lacau. Ce dernier concède qu'il est « inhumain et d'ailleurs contraire à la charité publique de mépriser (les Juifs), de les haïr, de les parquer, de les persécuter », mais il affirme qu'ils se rendent « odieux », les compare à un « cancer », propose de les exclure du gouvernement de la France, d'interdire toute naturalisation de Juifs et de réviser les naturalisations depuis 1918. Il s'en prend aussi aux politiciens, aux capitalistes apatrides et aux communistes. Il exalte l'empire colonial — sans pour autant donner crédit au slogan impérial de la « France aux cent millions d'habitants » car il entend distinguer la métropole des colonies —, estime que « la constitution qui régit nos mœurs politiques est caduque » et que le « rétablissement de l'ordre national » devrait venir d'un chef militaire mais comprend que leur mission leur impose un devoir de réserve. Il affirme enfin que la France doit « éviter les coups d'État ».
En 1938 et 1939, grâce au travail de Berthold Jacob, qui enquête sur le sujet depuis 1933, L’Ordre national publie les ordres de bataille de l'armée d'Hitler, ce qui valut à l'équipe de Loustaunau-Lacau un succès d'estime (ou une certaine jalousie) auprès des services officiels.
Loustaunau-Lacau fonde fin 1938 l'Association de défense de la nation, qui entend obtenir l'interdiction du Parti communiste en France, et trouve pour cet objectif le soutien de députés comme René Dommange et Jean Montigny,,,. La voie judiciaire est choisie pour cet objectif : un juge de paix est saisi ; Géo London, dans Le Journal, donne un article amusant sur l'échec du jugement, les avocats du PCF ayant fait défaut. La presse socialiste et communiste s'intéresse en tout cas à lui et signale sa véritable identité cachée sous le pseudonyme de « Navarre », en le présentant comme un ancien de la Cagoule,.
Dans le même temps, il est en relation avec des activistes anticommunistes suisses comme Jean-Marie Musy, pour la diffusion en France du film anticommuniste La Peste rouge, et participe en février 1939 à Genève à une réunion internationale de l'Entente internationale anticommuniste de Théodore Aubert.
Fin mars 1939, il célèbre l'Espagne du général Franco lors d'un meeting parisien de son « Mouvement de l'Ordre national », présidé par Abel Bonnard, aux côtés du colonel Prosper Josse, de Paul Chack, Charles Trochu, François Duhourcau, en présence d'un représentant du nouvel ambassadeur d'Espagne désigné par Franco. Loustaunau-Lacau loue Pétain, désigné ambassadeur en Espagne, se déclare d'accord avec l'union des Français demandée par Daladier, mais en exclut les Juifs et les communistes, et espère une nouvelle République,,. En juin, il devient le délégué général de la Ligue des patriotes reconstituée,,.

## La Seconde Guerre mondiale

### La bataille de France
Il est réintégré dans l'armée en septembre 1939, à la tête du 123e régiment d'infanterie. Le 22 mars 1940 il est arrêté au front sur ordre de Daladier, président du Conseil, car il s'en est pris au ministre des transports Anatole de Monzie, qu'il accusait d'intelligence avec l'ennemi,. Il est emprisonné à la forteresse de Mutzig près d’Obernai.
Il est libéré le jour de la Pentecôte 1940, grâce à quelques appuis — dont celui du colonel Groussard, commandant en second de Saint-Cyr en 1940. Il prend alors part à la bataille de France dans le secteur de Verdun. Le 13 juin, il est commotionné par l'explosion d'un obus qui tue trois militaires qui se trouvaient à ses côtés. Le lendemain, la troupe qu'il commande parvient à détruire 22 chars, mais il est grièvement blessé par un tir en rafale d'un char allemand et est fait prisonnier. Soigné par les Allemands à Châlons-sur-Marne, il parvient à quitter l'hôpital grâce à un coup de bluff : il fait croire au commandant allemand de l'hôpital qu'étant un officier de réserve âgé de plus de quarante-cinq ans, il doit être libéré en vertu de la Convention d'armistice. Celui-ci l'envoie alors à la Feldgendarmerie où on lui délivre un laissez-passer pour se rendre à Paris. Mais cette "évasion" accrédite des rumeurs selon lesquelles il serait un agent allemand.
Selon le service historique de l'armée allemande, cité par le journaliste Jean-Dominique Merchet, il écrit en août 1940, à l'ambassadeur allemand, en lui proposant de se rallier à l'occupant en vue de l'instauration d'un régime "totalitaire".
Dans ses mémoires, il écrit :
"1°) Le principal responsable de la défaite de la France sur le plan général, diplomatique et militaire est M.Daladier, président du Conseil des ministres, qui a exercé pendant quatre ans les fonctions de ministre de la Guerre.
2°) Le principal responsable de la défaite de l'armée française est le général Gamelin, généralissime désigné depuis 1936.
3°) Les responsabilités de Daladier et du général Gamelin n'excluent pas des responsabilités moindres mais certaines telles que celles de M.Georges Bonnet, ministre des Affaires étrangères, des ministres successifs qui ont siégé au ministère de l'Air, enfin du général Colson, aide-major général.
Il serait faux, même odieux de parler de trahison en ce qui concerne ces hommes dont le patriotisme ne fait pas de doute. C'est leur lucidité, leur caractère, leur manque de courage qui sont seuls en cause."

### Vichy, pour le régime puis dans la clandestinité
Il poursuit à partir du 3 septembre à Vichy ses activités de renseignement et d'action souterraine. Il agit alors dans un sens tout à la fois anti-allemand et anticommuniste, refusant les propositions de rejoindre Londres.
Du fait de sa relation avec Pétain, il est désigné en septembre 1940 délégué général de la Légion française des combattants, jusqu'à sa révocation en novembre 1940. En même temps, il fonde avec 200 000 francs versés par Pétain un foyer d'entraide à l’hôtel des sports à Vichy, tenue par son ancienne collaboratrice du temps de la Spirale, Marie-Madeleine Méric ; il mène de ce lieu des discussions, sinon des conspirations, avec diverses personnalités (Groussard, Doriot, Maurras, mais également Eugène Deloncle ou le capitaine Brouillard), ainsi que d'autres volontaires (Jean Roger, plus tard Léon Faye). En rivalité avec Xavier Vallat, le secrétaire général aux Anciens combattants qui assumait la tutelle de la Légion, le commandant n’avait rien trouvé de mieux que de se procurer des lettres de Vallat pour essayer de le faire chanter. Le secrétaire général obtint son renvoi (13 novembre).
Il est en relation avec le colonel Groussard et a commencé à recruter des agents pour un nouveau réseau. Ce sont les prémices du réseau Navarre (son nom de plume) qui, devenu le réseau Alliance, sera plus tard dirigé par Méric. Il recrute d'abord parmi les anciens de Corvignolles et de la Spirale, c'est-à-dire au sein de la droite nationaliste et de l'armée. Il est ainsi en contact avec d'anciens cagoulards passés au service de la France libre, Maurice Duclos et Pierre Fourcaud. Il adresse à de Gaulle des messagers, tels Fourcaud et Jacques Bridou, frère de Méric. Il est avéré que le réseau est fort de 3 000 agents et de moyens financiers. Il fait état de ses relations privilégiées avec Pétain, propose une alliance avec le Royaume-Uni, offre d'échanger des informations militaires. Selon Fourcaud, Loustaunau-Lacau veut mener une « croisade » contre Hitler et demande aux Britanniques que sa propagande soit assurée par la BBC et par des tracts lâchés par avion. Il a adressé (par Fourcaud mais également par l'ambassadeur du Canada Pierre Dupuy) un manifeste mystique de quatre pages qui s'avère être une réflexion sur une résistance spirituelle doublée d'un attentisme respectant Pétain. De Gaulle ne s'intéresse pas à ces projets assez fumeux, et refuse que Fourcaud continue à travailler avec ce réseau qui ne veut pas de son commandement. Les Britanniques ne donnent pas suite au manifeste,, mais sont intéressés par les renseignements (Fourcade, 1971, tome 1 page 49).
Début 1941, Flandin puis Peyrouton lui remirent chacun 100 000 francs (30 000 euros), en particulier pour qu’il travaille à remplacer l’organisation de Groussard. Ces fonds (et la promesse d'autres qui n'ont jamais été versés) ont probablement chauffé à blanc sa tendance à la conspiration, ce qui lui vaut progressivement sa disgrâce. Rentrant de Paris le 23 janvier, il exigea ainsi de voir aussitôt le chef de l’État. Son activisme tapageur n'est pas du goût de tous les membres du cabinet de Pétain, d'autant que son image se brouille. Le général Laure, secrétaire général du chef de l’État, refuse. Plus tard, une lettre adressée au docteur Bernard Ménétrel, un intime de Pétain, en 1941 montrera son amertume :

« Le général Laure, par une lettre qu'il a écrite à l'amiral Darlan veut évidemment tuer mon réseau. […] Ce que je voudrais : […] servir en marge de l'Etat et sans engager la responsabilité de qui que ce soit […]. Ce que je veux maintenant, et c'est mon droit, c'est que le Maréchal me dise oui ou zut. Ainsi je serai fixé et je pourrai aller de l'avant. Allez de l'avant pour Loustaunau, c'est :
– faire de la Révolution nationale une vraie révolution
– foutre les Boches à la porte
Ceux qui imaginent autre chose sont des crétins. »

Les retours de Fourcaud et de Bridou de Londres permettent à Loustaunau-Lacau d'être fixé concernant ses possibilités. Fourcaud lui rapporte l'interdiction de de Gaulle, mais lui fournit tout de même la moitié du budget qui lui est alloué (500 000 francs) ; il lui transmet également le souhait des Britanniques de le rencontrer avant de mettre en place une quelconque coopération.
Lâché par le régime de Vichy, Loustaunau-Lacau se rend à Lisbonne grâce à ses anciennes connaissances de l'école de Guerre, où il rencontre Kenneth Cohen de l'Intelligence Service le 14 avril 1941 pour monnayer ses informations. Leur entretien dure trois jours. À la fin de celui-ci, Cohen et lui se sont accordés sur plusieurs points : les Britanniques recevront la primeur des renseignements glanés par le réseau, mais n'en auront pas l'exclusivité, Loustaunau-Lacau souhaitant conserver un lien avec les services gaullistes, auxquels le réseau n'est néanmoins pas rattaché. En contrepartie, le développement du réseau est financé par l'IS, afin de favoriser le passage à l'action le moment venu (les sommes devant être remboursées par le gouvernement français à la fin de la guerre). L'attitude de Loustaunau-Lacau le fait définir comme un maréchaliste revanchard, ou selon le néologisme de Jean-Pierre Azéma, un « vichysto-résistant ».

### Les arrestations et la déportation
Passé en Afrique du Nord pour préparer le soulèvement de l'armée d'Afrique, alors commandée par Weygand, il rencontre en mai 1941 les conjurés (dont le capitaine André Beaufre, du cabinet du résident général) à Alger. Mais ceux-ci sont en grande partie arrêtés par les forces de Weygand le jour même et le complot démasqué. Loustaunau-Lacau s'échappe grâce au commissaire Achiary, de la Surveillance du Territoire. Léon Faye et Beaufre sont envoyés en métropole, et sont transférés sur ordre de l'amiral Darlan (chef du gouvernement) à la prison de Clermont-Ferrand. De retour en France, Loustaunau-Lacau écrit à Pétain pour lui exposer ses activités, lui réclamer de l'argent et un poste officiel. Mais des traces de son nom ont été trouvées à Alger ; il doit donc se cacher. Pendant cette attente, il met en route différents projets : réseau sur l'Italie et la Tunisie, infiltration de l'Abwehr, contact avec l'ancien réseau de la Dame blanche. Il est à nouveau arrêté, cette fois à Pau le 18 juillet 1941, sur ordre de Darlan,, et rejoint ses complices à la prison de Clermont-Ferrand. Il écrit alors au docteur Bernard Ménétrel :

« La police du gouvernement du maréchal Pétain vient de m'arrêter et de m'enfermer à la prison commune de la ville de Pau, ma ville natale. J'en ai vu pas mal dans ma vie, j'ai souffert plus que la moyenne ne souffre mais celui qui m'aurait prédit cela lorsque je courais l'Espagne sous un soleil torride pour le maréchal qui se trouvait en difficulté, ou lorsque au mois d'octobre, je courais le Sud-Ouest pour lui ramener des partisans et asseoir le nouveau régime, oui, celui-là m'aurait bien étonné. (...) Je suis victime d'une lettre de cachet. Soit. On verra à l'instruction de quoi il retourne. Tout cela prouve à quel point de nervosité est arrivé un gouvernement autour duquel monte la désaffection générale, vous le savez comme moi. La vague des portraits est finie. Je n'ai rien demandé au maréchal, ou si peu que cela ne compte pas. Il reconnaît mes services par la prison commune, cela ne lui portera pas bonheur (Lettre datée du 10 juillet 1941). »

Il comparaît en septembre devant le tribunal militaire, aux côtés du commandant Faye et du capitaine Beaufre : il est condamné à deux ans de prison, Faye à cinq mois, Beaufre à deux. Pendant cette détention, Méric prend le commandement du réseau ; à la libération de Faye, elle en fait son chef d'état-major. Faye tente de monter l'évasion de Loustaunau-Lacau, mais sans résultats. En octobre 1942, de par une réduction de peine, Loustaunau-Lacau a pu sortir de la prison de Clermont-Ferrand, mais pour se voir signifier à sa sortie un ordre d'internement administratif à Vals-les-Bains sur ordre de Darlan. Il est transféré ensuite dans un hôtel-prison à Évaux-les-Bains en compagnie de personnalités comme Léon Jouhaux ou Édouard Herriot. Il arrive à s'en échapper, et s'installe à Toulouse, muni d'un sauf-conduit fourni par le préfet Jean Rivalland. Il peut enfin revoir Méric, et lui confie officiellement le commandement de son réseau ; il est arrêté à nouveau peu après. Son réseau tente à nouveau de le faire évader ; en fuite le 25 janvier, il envoie malheureusement sa femme et sa fille dans une souricière à Toulouse. Il se rend alors pour éviter d'aggraver leur sort. Quant au plan d'évasion monté par le réseau, il tourne mal ; à la suite de la trahison d'un agent double, le secteur de Vichy tombe quasi-intégralement,.
Vichy le livre à la Gestapo le 31 mars 1943, avec l'ensemble des prisonniers d'Évaux-les-Bains ; Loustaunau-Lacau demeure six mois dans les caves du capitaine de la Waffen-SS Hugo Geissler, subit cinquante-quatre interrogatoires. Condamné à mort, il est extrait de la prison du Cherche-Midi le 16 septembre 1943, et déporté « nuit et brouillard », avec d'autres officiers, alors qu'une grande opération menée par l'Abwehr décime son réseau. Envoyé d'abord à Neue Bremm puis, à partir du 16 octobre 1943, à Mauthausen, il est transféré le 24 à Wiener Neudorf, dans un camp-usine destiné à la production d'armement. Il parvient à survivre à l'internement, puis à la marche « de la mort » de 11 jours vers Mauthausen lors de l'effondrement de l'Allemagne nazie,.

Il témoigne de l'extermination des Juifs de Hongrie dans son livre Chiens Maudits :

« À notre gauche, en contrebas, seize mille Juifs hongrois rassemblés sous une immense tente ouverte sont en train de mourir. Ils mourront ou peu s'en faut car ils ne reçoivent pas de nourriture. Chaque demi-heure, une voiture traînée par un cheval étique, charge les cadavres dont le tas, devant la tente ne s'abaisse jamais. Il y a parmi eux des femmes, des enfants, des vieillards. Ils sont vêtus de chiffons et pour la plupart couchés sur la terre, attendant la mort dans une lente agonie. Nous ne pouvons rien pour eux, ils ne peuvent rien pour nous. Le four crématoire brûle sans arrêt [...]. Entre le four crématoire et le mur d'enceinte s'élève une pyramide faite de crânes et de tibias roussis, l'odeur est intolérable. »

## L'après-guerre: le député de droite

### Les procès de la Libération
À son retour en France, il est cité dans l'acte d'accusation contre Pétain, qui impute au maréchal et à Loustaunau-Lacau l'organisation d'un complot pour abattre la République. La presse, en outre, confond ses activités clandestines d'avant-guerre avec celles de la Cagoule. Il est interviewé par Roger Stéphane sur son anticommunisme et Pétain. Quant à ce dernier, il déclare lors de ses interrogatoires que le commandant est « un esprit brouillon sur l'activité duquel on ne peut pas se fier », un « caractère indiscipliné et turbulent ».
C'est dans ce contexte qu'il témoigne au procès de Pétain. Il affirme que Pétain n'a pas été mêlé au complot de la Cagoule. Il prononce une déclaration fracassante et bien à rebours de l'esprit de l'époque :

« Je ne dois rien au maréchal Pétain, mais je suis écœuré par le spectacle des hommes qui, dans cette enceinte, essaient de refiler à un vieillard presque centenaire l'ardoise de toutes leurs erreurs,. »

Il se mêle ensuite de la création du Parti républicain de la liberté.
En octobre 1946, il est inculpé pour complot contre la sécurité intérieure de l'État dans le cadre du procès de la Cagoule, organisation à laquelle il affirme n'avoir jamais appartenu, et doit subir quatorze interrogatoires. Il bénéficie d'un non-lieu en février 1948. Simon Epstein, dans son ouvrage Un paradoxe français, livre la réflexion suivante à propos de cette inculpation : « Nombre d'antifascistes de 1936, basculés collaborateurs en 1940 mais experts à se faire pardonner en 1944, auront connu une Libération plus paisible que celle qui s'acharna sur ce résistant de la première heure, rescapé de Mauthausen et des “marches de la mort” ».
Le 28 juin 1947, il est à nouveau arrêté — par l'adjoint du commissaire de police Morel qui l'avait arrêté en 1941 sur ordre de François Darlan. Il est alors inculpé dans une autre affaire de complot anticommuniste, celle du Plan Bleu,,. Il nie toute participation à ce complot, mais passe tout de même six mois en prison avant d'être mis en liberté provisoire en décembre,,,,. Il reçoit du gouvernement britannique une distinction militaire, les insignes du Distinguished Service Order alors qu'il est en prison.

### Député
Il profite de son incarcération pour écrire ses mémoires, qui apparaissent comme un plaidoyer pro-domo. Publié en 1948, les Mémoires d'un Français rebelle se terminent par un bilan de ce qu'il ne peut accepter : l'action néfaste des communistes, avant-guerre et depuis la Libération, les erreurs des gouvernements et des chefs militaires depuis 1914, le choix de faire appel en 1940 « à des chefs trop âgés [Pétain et Weygand] dans l'espoir fallacieux que des noms remportent des victoires alors que ce sont les victoires qui font les noms ». Il ne peut accepter « qu'il se soit trouvé un maréchal de France et un généralissime [Pétain et Weygand] pour accepter le principe d'un armistice déshonorant », que « le gouvernement né de la défaite et sa police aient livré par centaines des patriotes à l'ennemi ». Concernant de Gaulle, il lui reproche d'avoir absous Maurice Thorez de sa désertion de 1939 et d'avoir démissionné en 1946, laissant le champ libre aux communistes,. Il dénonce aussi le dirigisme économique. Il en vient à un véritable programme politique et économique : il faut combattre l'étatisme et favoriser l'esprit d'entreprise, éduquer l'homme, restaurer l'autorité, avec un président élu et investi du pouvoir exécutif, et éliminer le « bolchevisme », car « ou le communisme sera mis hors la loi, ou il sera le maître de la loi ». Il enjoint à la jeunesse de choisir : « Choisissez, mais ne restez pas neutres, ne pratiquez pas l'attentisme qui a conduit le gouvernement de Vichy à la faillite en passant par le crime ».
Il adhère à l'Union des intellectuels indépendants, qui fédère épurés et pétainistes. Il entame aussi une nouvelle carrière politique et se présente aux élections législatives de 1951 dans les Basses-Pyrénées. Il mène une liste apparentée à celle du MRP Pierre de Chevigné et passe avant le scrutin un accord avec l'ancien député inéligible Jean Ybarnégaray, ancien ministre de Pétain, aux termes duquel il s'engage à provoquer une élection partielle en démissionnant dès que ce dernier serait rééligible. L'épouse de ce dernier figure en deuxième position sur la liste. Loustaunau-Lacau est le seul élu député de sa liste le 17 juin 1951. Sa profession de foi réclame un renforcement de la défense nationale, la lutte contre « la cinquième colonne communiste », l'amnistie totale, le soutien à l'école libre, une « révolution finale », la stabilisation du franc (et en attendant l'échelle mobile des salaires).
Si la presse avait annoncé avant son élection qu'il bénéficiait du soutien de l'U.N.I.R. (acronyme de l'Union des nationaux indépendants et républicains, qui fédère des pétainistes assumés), il est élu comme républicain indépendant, et non sur une liste de l'UNIR. Il précise d'ailleurs qu'il n'a pas l'intention d'adhérer à un groupe néo-pétainiste, en rendant publique une lettre dans laquelle il affirme qu'il « n'est en effet ni possible ni souhaitable de fonder l'espoir d'un renouveau politique sur la personne du maréchal Pétain. Ce qui sourd de l'esprit de revanche ne saurait animer la pensée politique. Le néo-pétainisme n'est pas viable, parce que la majorité de ce pays tourne le dos aux Darlan et aux Laval, qui ont tourné le dos à la France. Tout ce passé est mort, et s'agissant de construire il n'y a pas lieu de le ressusciter »,.
Pour autant, il se rend à l'île d'Yeu le mois suivant pour assister aux obsèques de Pétain. Et en 1954, il écrit au Monde pour contester et critiquer le jugement porté sur Pétain par le général de Gaulle dans ses Mémoires de guerre. « Un portrait aussi remarquable, à (son) sens, par l'adresse du style que par son audace dans l'injustice. Plutarque lui-même n'est pas allé aussi loin ».
Il siège d'abord au groupe des « Français indépendants », qu'il crée avec Jules Valle et André Liautey. Il s'apparente ensuite au groupe paysan mené par Paul Antier, se voulant autonome au sein du Centre national des indépendants et paysans, et entre au comité directeur du Parti paysan d'union sociale d'Antier en 1953,,,.
À l'Assemblée nationale, les communistes utilisent encore la Cagoule pour le disqualifier, mais Loustaunau-Lacau ne se laisse pas intimider, comme le montre cet épisode rapporté par Le Monde : « M. Loustaunau-Lacau l'ayant interrompu, M. Grenier l'accuse d'avoir été l'un des dirigeants de la Cagoule. Le député des Basses-Pyrénées proteste, puis lance à M. Grenier : « Vous avez été, à Londres, pendant l'occupation, la coqueluche de la gentry. Chaque fois que vous me parlerez de la Cagoule je vous rappellerai certain manteau de zibeline que vous connaissiez bien ! » (Rires sur de nombreux bancs). Au milieu du bruit, M. Grenier reproche à l'Assemblée de « se délecter de plaisanteries de corps de garde» ».
Méfiant à l'égard de l'Allemagne, il combat son réarmement et la restauration de sa souveraineté. Il est très hostile à la Communauté européenne de défense. Il fait partie du comité de direction du Comité national de défense et de l'unité de la France et de l'Union française, fondé en 1953 par le député de Meurthe-et-Moselle Pierre André pour combattre la CED. Il se prononce pour l'investiture de Pierre Mendès France et approuve les accords de Genève mettant fin à la guerre d'Indochine.
Cet anticommuniste se rend en Pologne durant la guerre froide à deux reprises, après la mort de Staline, en 1953 et en 1955. Il en rapporte fin 1953 — dans le contexte de l'affrontement au sujet de la CED et du rejet du militarisme allemand — des vues sur ce pays que Le Monde publie et que certains estiment être trop tièdes à l'égard de l'URSS,,. Il se défend en affirmant :

« Encore un homme furibond parce que les neuf députés qui ont visité la Pologne [conduits par Daladier] […] n'y ont pas fait des observations conformes aux clichés qu'imposent au public français les « offices de propagande » étrangers, vous savez bien, ces offices qui exercent à Paris une industrie aussi coupable qu'avantageuse et dorée […] La Pologne existe. Elle pourrait n'être qu'un troupeau sous garde soviétique, atterré par ses malheurs, incapable de se reforger une âme, et c'est une nation. Cette nation, en dépit des terribles difficultés à quoi elle a dû faire face depuis 1945 — et qu'aucune autre nation n'a connues au même degré —, a eu le courage de relever ses ruines et d'affronter un nouveau destin. […] M. Czapski a l'air de supposer que je ne suis plus anticommuniste parce que j'ai dit ce que j'ai vu en Pologne. C'est exactement le contraire. Je sais mieux maintenant en quoi je le suis et comment il faut l'être. Je me refuse à croire avec M. Foster Dulles — mais le croit-il ? — que l'U.R.S.S. meurt de faim, qu'on y travaille de travers, que tout ce monde-là va s'effriter parce qu'il ne peut plus vivre. […] Il est puéril de s'en tenir à des thèmes de propagande périmés, et qui seraient autrement efficaces s'ils disaient simplement la vérité : le monde occidental n'est pas à la page, la France en particulier. »

En 1955, il prend part à un congrès à Varsovie sur « la solution pacifique du problème allemand ». Il déclare que « pour la première fois, […] des hommes délégués de dix-sept nations libres, contrôlées ou occupées ont pu envisager, sans faire preuve d'un optimisme excessif, la construction d'une Europe conçue non dans ses morceaux, mais dans son ensemble, non de Washington, mais à Paris, et dégagée aussi bien de l'emprise anglo-saxonne que de celle du communisme.
Les conversations […] ont largement justifié une telle espérance, parce qu'elles ont clarifié la position soviétique en face du problème allemand ». Il est en effet partisan d'une négociation avec l'URSS dans la mesure où la paix lui apparaît comme « le bien suprême » puisque l'Union soviétique s'est dotée de l'arme atomique et que Staline est mort.

### Réhabilitation
Il est promu commandeur de la Légion d'honneur en 1952.
Il s'en réjouit et explique que ce n'est que juste réparation : exclu de l'armée par Daladier en 1938 lors de l'affaire de la Cagoule, ce dernier aurait depuis reconnu son « erreur ». « Loin d'être cagoulard, dit-il, c'est moi qui ai fait sortir trente officiers généraux de l'organisation de Deloncle. Mais il fallait une tête ». Daladier aurait écrit selon lui deux ans auparavant environ à René Pleven pour lui recommander une réparation.
Bien qu'il n'ait pas été colonel, il est promu général du cadre de réserve, sa nomination paraissant au Journal officiel le 11 février 1955, le jour même de sa mort.
Il meurt à Paris le 11 février 1955. Ses obsèques sont célébrées aux Invalides en présence de nombreuses personnalités, parmi lesquelles le maréchal Juin, les généraux Guillaume, Kœnig, Ganeval, de Larminat, de Monsabert, Monclar, Chassin, plusieurs figures de la IVe République comme Gaston Palewski, vice-président de l'Assemblée nationale, Emmanuel Temple, Maurice Bourgès-Maunoury, André Bettencourt, Paul Antier, Louis Jacquinot (ancien du réseau Alliance) et plusieurs dizaines d'autres parlementaires de divers groupes. Après la messe, une prise d'armes s'est déroulée dans la cour d'honneur ; le général Imbert, camarade de promotion du défunt, le général de Monsabert, député des Basses-Pyrénées, et Paul Bernard (ancien du réseau Alliance), ont pris la parole.

## Promotion Loustaunau-Lacau de Saint-Cyr (2016)
En son honneur, la 203e promotion de l'École spéciale militaire de Saint-Cyr (2016-2019) porte son nom après examen du dossier par le Service historique de la Défense (SHD), l'approbation de la hiérarchie des Armées et du ministre de la Défense (devenu des Armées), comme pour toutes les promotions. Ainsi, le baptême de la Promotion Loustaunau-Lacau eut lieu en juillet 2017. En avril 2018, une stèle en mémoire du général est dévoilée à Oloron-Sainte-Marie, sa ville d'origine, en présence d'élèves de la promotion.
Néanmoins, en novembre 2018, l'armée de terre décide de suspendre le nom de cette promotion, en raison de certains aspects controversés du passé de Loustaunau-Lacau, cas unique dans l'histoire de Saint-Cyr. Son porte-parole annonce : « le chef d'état-major des armées et l'armée de terre, en concertation avec la ministre des Armées, ont décidé de ne plus utiliser ce nom de promotion. Pour ce faire, un processus a été engagé par l’armée de Terre pour que le nom de cette promotion évolue vers une référence historique incontestable »,.
En décembre 2018, en réaction à ce choix, l'Institut des sciences sociales, économiques et politiques (ISSEP), fondé par Marion Maréchal et Thibaud Monnier, place sa propre promotion sous le patronage de Georges Loustaunau-Lacau, dont celle-ci prend le nom.

## Œuvres
- Au Maroc français en 1925, le rétablissement de la situation militaire, en collaboration avec le capitaine Pierre Montjean, Berger-Levrault, 1928[178].
- L'Infanterie de la Reichswehr : armement, organisation, instruction, procédés tactiques , Lavauzelle, 1928, 71 p.
- Échos tactiques de l'étranger. Infanterie et chars de combat, Lavauzelle, 1932, 431 p.
- La Chaîne : fichier pour l'instruction complète des recrues de l'infanterie, à l'usage des instructeurs de tous grades et comprenant 24 programmes d'instruction, 1 000 fiches (ouvrage collectif), 1934-1939.
- L'Âme volée (roman de mœurs), Librairie des Champs-Élysées, 1935, 253 p. (sous le pseudonyme de Claude Navarre)[179].
- Chiens maudits : souvenirs d’un rescapé des bagnes hitlériens, dessins originaux de Jean de Riquer, Éditions La Spirale / Réseau Alliance, Pau/Paris, 1945[180].
- La Terre humaine (essai philosophique et social), Éd. de la Spirale/Éd. du Beffroi, Paris/Furnes, 1946[181].
- Mémoires d'un Français rebelle, 1914-1948, Paris, Robert Laffont, 1948, 368 p. Réédition : Mémoires d'un Français rebelle, 1914-1948 : servitude et grandeur militaires entre Pétain et de Gaulle  (préf. Docteur Pierre Grimaldi), Biarritz, J. et D. Éditions, 1994, 345 p. (ISBN 2-84127-003-3).
- Consuls, prenez garde !, avec le colonel Groussard, Paris, Grasset, 1952, 287 p.

## Décorations
- Commandeur de la Légion d'honneur (1952)[7]
- Croix de guerre 1914–1918, avec trois palmes, une étoile de vermeil, une étoile d'argent (5 citations)[7]
- Croix de guerre 1939–1945, palme de bronze (1 citation)[7]
- Insigne des blessés militaires (3 blessures)[7]
- Ordre du Service distingué (Royaume-Uni) (1947)[146]